# Parlamentarischer Kretinismus
Parlamentarischer Kretinismus  ist ein abfälliger Begriff, den Karl Marx in seiner im Mai 1852 veröffentlichten Schrift Der achtzehnte Brumaire des Louis Bonaparte prägte. Kretinismus bezeichnet medizinisch ein angeborenes Jodmangelsyndrom, das zu Fehlbildungen führt. Der Begriff wird verwendet, um den Glauben zu beschreiben, dass eine sozialistische Gesellschaft durch friedliche parlamentarische Mittel erreicht werden könne. Marx und Engels glaubten, dass dies eine fatale Illusion der sozialistischen Bewegung sei, und dass dies nur Zeit verschwenden und es den reaktionären Kräften ermöglichen würde, sich zu entwickeln und zu wachsen.
Mit den Worten von Friedrich Engels (Revolution und Konterrevolution in Deutschland):

„Seit Beginn ihrer parlamentarischen Laufbahn waren sie mehr als jede andere Fraktion der Versammlung von jener unheilbaren Krankheit, dem parlamentarischen Kretinismus, verseucht, einem Leiden, das seine unglücklichen Opfer mit der erhabenen Überzeugung erfüllt, daß die ganze Welt, deren Vergangenheit und deren Zukunft, durch die Stimmenmehrheit gerade jener Vertretungskörperschaft gelenkt und bestimmt wird, die die Ehre hat, sie zu ihren Mitgliedern zu zählen, und daß alles und jedes, was es außerhalb der Mauern ihres Hauses gibt – Kriege, Revolutionen, Eisenbahnbauten, die Kolonisierung ganzer neuer Kontinente, kalifornische Goldfunde, zentralamerikanische Kanäle, russische Armeen und was sonst vielleicht noch Anspruch erheben kann, die Geschicke der Menschheit zu beeinflussen –, daß all das nichts ist im Vergleich mit jenen unermeßlich wichtigen Ereignissen, die mit der ausnahmslos bedeutungsvollen Frage zusammenhängen, der das hohe Haus gerade seine Aufmerksamkeit widmet.“